# جيري كوب
جيرالدين إم كوب (5 مارس 1931-18 مارس 2019)، المعروفة باسم جيري كوب، قبطان طائرة أمريكية الجنسية. كانت أيضاً جزءاً من ميركوري 13، وهي مجموعة من النساء اللواتي خضعن لاختبارات الفحص الفسيولوجي في نفس الوقت مع رواد فضاء ميركوري 7 الأصليين. كانت أول من أكمل كل اختبار.

## البداية والنشأة
ولدت كوب في 5 مارس 1931 في نورمان بولاية أوكلاهوما، وهي ابنة اللفتنانت كولونيل. وليام إتش كوب وهيلينا بتلر ستون كوب. كانت كوب منذ ولادتها في حالة تنقل كما هو الحال بالنسبة للعديد من أطفال العائلات العسكرية. بعد أسابيع من ولادتها، انتقلت عائلة كوب إلى واشنطن العاصمة، حيث كان جدها، أوليسيس ستيفنز ستون، يخدم في مجلس النواب بالولايات المتحدة. بعد أن خسر يوليسيس ستون محاولة إعادة انتخابه، عادت العائلة إلى أوكلاهوما حيث عمل هو ووالد كوب كبائعين للسيارات. بمجرد أن شاركت الولايات المتحدة في الحرب العالمية الثانية، انتقلت عائلة كوب مرة أخرى، هذه المرة إلى ويتشيتا فولز، تكساس حيث انضم والد كوب إلى وحدته النشطة في الحرس الوطني الأمريكي. انتقلت العائلة مرة أخرى إلى دنفر ، كولورادو قبل أن تعود أخيراً إلى أوكلاهوما بعد الحرب العالمية الثانية حيث قضت كوب معظم طفولتها.
عندما نشأت طفلة في أوكلاهوما، بدأت كوب في الطيران في سن مبكرة، بتشجيع من والدها الطيار. حلقت كوب لأول مرة في طائرة في الثانية عشرة من عمرها، في قمرة القيادة المفتوحة لوالدها عام 1936 واكو ذات السطحين. كانت تتجول في جريت بلينز في Piper J-3 Cub في سن السادسة عشرة، وتلقي منشورات على البلدات الصغيرة تعلن عن وصول السيرك.ساعدت في جمع المال للحصول على الوقود لممارسة الطيران عن طريق ركوب الخيل من فعالية نومها تحت جناح الشبل في السيرك. بينما كانت طالبة في مدرسة أوكلاهوما سيتي كلاسين الثانوية حصلت كوب على رخصة طيار خاص في سن 17. حصلت على رخصة طيار تجاري بعد عام. التحقت كوب في عام 1948 بكلية أوكلاهوما للنساء لمدة عام.

## الحياة المهنية
حصلت على رخصة طيار خاص في سن 17 ورخصة طيار تجاري في عيد ميلادها الثامن عشر. في مواجهة التمييز الجنسي وعودة العديد من الطيارين المؤهلين بعد الحرب العالمية الثانية، تولت وظائف طيران أقل طلباً، مثل تسيير خطوط الأنابيب ونفض الغبار عن المحاصيل. واصلت لكسب تصنيفاتها متعددة المحركات، والآلات، ومدرب الطيران، والمدرب الأرضي بالإضافة إلى رخصة النقل الجوي الخاصة بها. في سن ال 21 كانت تسلم مقاتلات عسكرية وقاذفة بأربعة محركات للقوات الجوية الأجنبية في جميع أنحاء العالم.
سجلت كوب ثلاثة أرقام قياسية في مجال الطيران في العشرينات من عمرها: الرقم القياسي العالمي لعام 1959 في رحلات المسافات الطويلة بدون توقف، وسجل سرعة الطائرة الخفيفة العالمي لعام 1959، ورقم الارتفاع القياسي العالمي لعام 1960 للطائرات خفيفة الوزن التي يبلغ ارتفاعها 37,010 قدم (11,280 م؛ 11.28 كـم). عندما أصبحت كوب أول امرأة تطير في معرض باريس الجوي، أكبر معرض جوي في العالم، أطلق عليها زملاؤها الطيارون لقب طيار العام ومنحتها ميدالية الإنجاز الذهبية لأميليا إيرهارت. صنفتها مجلة لايف كواحدة من تسع نساء من بين "أهم 100 شاب في الولايات المتحدة". 
لتوفير المال لشراء فائض الحرب العالمية الثانية Fairchild PT-23 للسماح لها بالعمل لحسابها الخاص، لعبت كوب الكرة اللينة للسيدات في فريق شبه محترف، أوكلاهوما سيتي كوينز.
أصبحت كوب بحلول عام 1959، في سن 28 طياراً ومديراً لشركة إيرو كوماندور للهندسة والتصميم، التي صنعت أيضاً طائرة إيرو كومندر التي استخدمتها في إنجازاتها في صناعة الأرقام القياسية، وكانت واحدة من عدد قليل من المديرات التنفيذيات في مجال الطيران. بحلول عام 1960 كان لديها 7000 ساعة طيران.
بعد حوادث متعددة لطائرة Lockheed L-188 Electra في نوفمبر 1960، حدد قسم التسويق في شركة American Airlines أن سمعة الطائرة كانت سيئة بين النساء، مما أثر على حجوزات الركاب. في ذلك الوقت لم يكن لدى شركة أمريكان إيرلاينز أي طيارين. في محاولة لكسب الركاب، دعت شركة الطيران كوب لقيادة الطائرة في اختبار مدته أربع ساعات حظي بتغطية إعلامية كبيرة. كانت أول رحلة لها بمحرك توربيني. عينها مدير ناسا جيمس ويب مستشارة لبرنامج الفضاء التابع لناسا في مايو 1961.

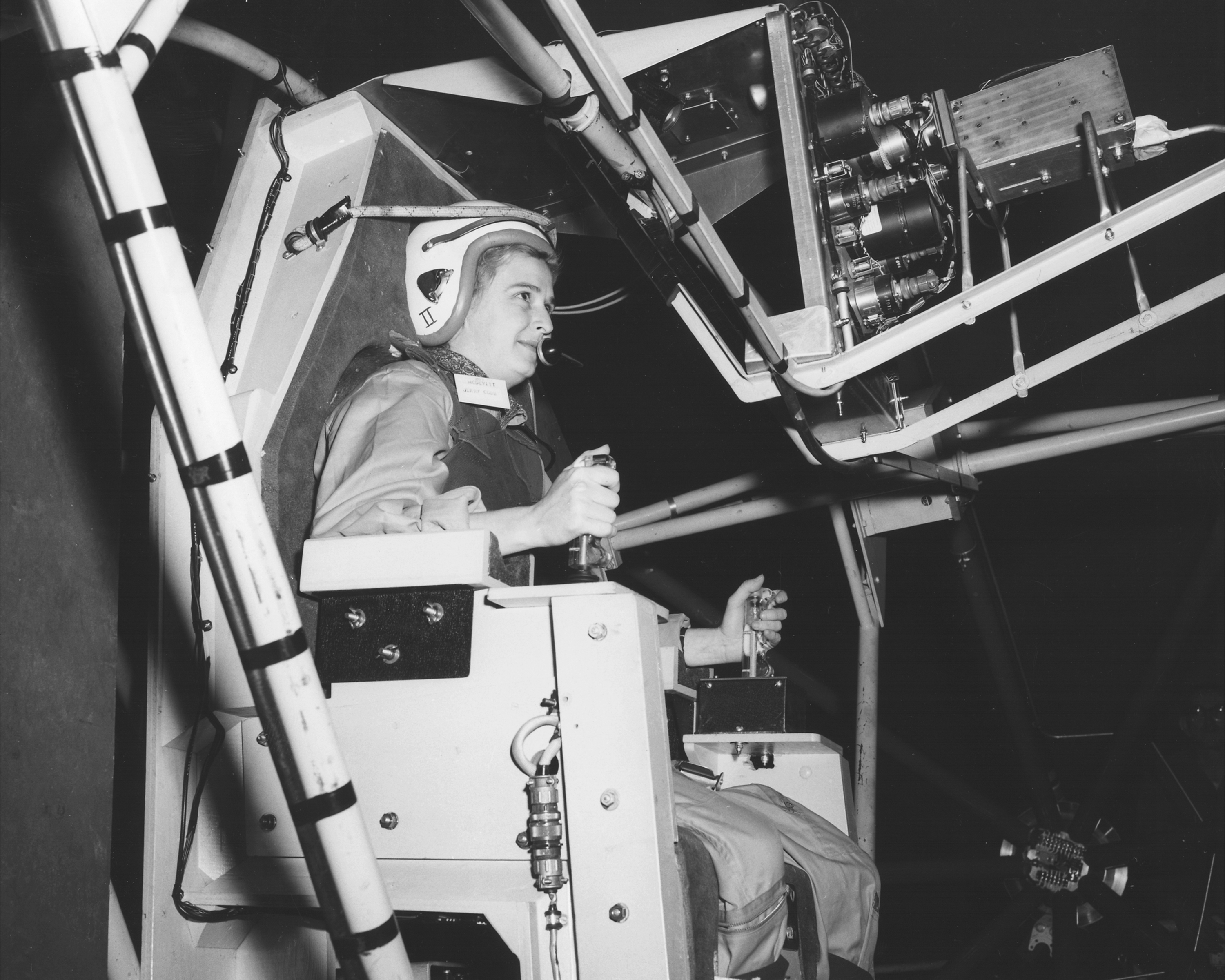
جيري كوب تدير مرفق القصور الذاتي لاختبار الفضاء متعدد المحاور (MASTIF) في مركز أبحاث لويس في أوهايو. تمت محاكاة هذا الاختبار للسيطرة على مركبة فضائية تدور حول نفسها، وكانت واحدة من العديد من التجارب التي مرت بها نساء ميركوري 13 من أجل التأهل لرحلة الفضاء.

## الفحوصات الطبية
على الرغم من أن كوب أكملت بنجاح جميع المراحل الثلاث للتقييم الجسدي والنفسي التي استخدمت في اختيار أول سبعة رواد فضاء من عطارد، إلا أن هذا لم يكن برنامجًا رسميًا لوكالة ناسا، ولم تكن قادرة على حشد الدعم في الكونجرس لإضافة نساء إلى برنامج رواد الفضاء. في ذلك الوقت، كانت كوب قد قادت 64 نوعاً من الطائرات المروحية، لكنها قام برحلة واحدة فقط، في المقعد الخلفي، لطائرة نفاثة.
استدعيت كوب في عام 1962 للإدلاء بشهادتها أمام جلسة استماع في الكونجرس، اللجنة الفرعية الخاصة باختيار رواد الفضاء، حول رائدات الفضاء. صرح رائد الفضاء جون جلين في جلسة الاستماع أن "الرجال ينطلقون ويخوضون الحروب ويطيرون بالطائرات"، و "حقيقة عدم وجود النساء في هذا المجال هي حقيقة من حقائق نظامنا الاجتماعي".  بعد بضعة أشهر فقط، أرسل الاتحاد السوفيتي أول امرأة إلى الفضاء، فالنتينا تيريشكوفا. بعد فترة وجيزة، سخرت تيريشكوفا من كوب بسبب معتقداتها الدينية لكنها تعاطفت مع التمييز الجنسي الذي واجهته: "إنهم (القادة الأمريكيون) يصرخون في كل منعطف حول ديمقراطيتهم وفي نفس الوقت يعلنون أنهم لن يسمحوا لامرأة بالذهاب إلى الفضاء. هذه هي عدم المساواة المفتوحة."
ضغطت كوب، إلى جانب مشاركين آخرين في ميركوري 13، بما في ذلك جين بريجز هارت، للسماح لهن بالتدريب جنباً إلى جنب مع الرجال. ومع ذلك، في ذلك الوقت، كانت متطلبات وكالة ناسا للدخول في برنامج رواد الفضاء هي أن يكون المتقدم طيار اختبار عسكري، من ذوي الخبرة في اختبار الطيران العسكري عالي السرعة، ولديه خلفية هندسية ، تمكنهم من تولي الضوابط في حال أصبح ضروري. نظراً لأن جميع طياري الاختبار العسكري كانوا رجالاً في ذلك الوقت، فقد استبعد هذا النساء فعلياً. صاغت ليز كاربنتر ، المساعدة التنفيذية لنائب الرئيس ليندون جونسون، رسالة إلى مدير ناسا جيمس إي.ويب تشكك فيها في هذه المتطلبات، لكن جونسون لم يرسل الرسالة، بل كتب عبرها: "لنوقف هذا الآن!" 

## الحياة اللاحقة والموت
بدأت كوب بعد ذلك أكثر من 30 عامًا من العمل التبشيري في أمريكا الجنوبية، حيث قامت برحلات إنسانية (على سبيل المثال، نقل الإمدادات إلى القبائل الأصلية)، بالإضافة إلى مسح الطرق الجوية الجديدة إلى المناطق النائية. كانت كوب "رائدة في الطرق الجوية الجديدة عبر جبال الأنديز الخطرة وغابات الأمازون المطيرة، باستخدام خرائط مرسومة ذاتيًا وجهتها إلى منطقة مجهولة أكبر من الولايات المتحدة". كُرمت كوب من قبل الحكومات البرازيلية، الكولومبية، الإكوادورية، الفرنسية، والبيروفية. رُشحت لجائزة نوبل للسلام لعملها الإنساني في عام 1981.
أجرت المنظمة الوطنية للمرأة في عام 1999 حملة فاشلة لإرسال كوب إلى الفضاء للتحقيق في آثار الشيخوخة، كما فعل جون جلين. كان الهدف الرئيسي لجون جلين من رحلته الفضائية هو مراقبة تأثيرات بيئة الجاذبية الدقيقة على جسم الفرد المسن. على وجه التحديد، أرادت وكالة ناسا مراقبة ما إذا كانت تأثيرات انعدام الوزن لها عواقب إيجابية على التوازن والتمثيل الغذائي وتدفق الدم والوظائف الجسدية الأخرى لشخص مسن. تعتقد كوب أنه كان من الضروري أيضًا إرسال امرأة مسنة في رحلة فضائية لتحديد ما إذا كانت نفس الآثار التي شوهدت على الرجال ستشاهد على النساء. قدمت كوب في السابعة والستين من عمرها، والتي اجتازت نفس الاختبارات التي قام بها جون جلين، التماساً من وكالة ناسا للحصول على فرصة للمشاركة في مثل هذه الرحلة الفضائية، لكن وكالة ناسا صرحت "ليس لديها خطط لإشراك كبار السن الإضافيين في عمليات الإطلاق القادمة". اعتقد العديد من الطيارين ورواد الفضاء في ذلك الوقت أن هذه كانت فرصة فاشلة لناسا لتصحيح خطأ ارتكبوه قبل سنوات. لم تصل كوب إلى هدفها النهائي المتمثل في رحلة الفضاء.
حصلت كوب على العديد من الجوائز في مجال الطيران، بما في ذلك جائزة هورمان تروفي وجائزة الاتحاد الدولي للطيران للأجنحة الذهبية. 
توفيت كوب بعد ثلاثة عشر يومًا من عيد ميلادها الـ 88 في 18 مارس 2019، توفيت كوب في منزلها في فلوريدا.

## في الثقافة الشعبية
تحكي مسرحية لوريل أولشتاين عام 2017 بعنوان هم وعدوها القمر (تمت مراجعتها في عام 2019) قصة جيري كوب ونضالها لتصبح رائدة فضاء. تصور سونيا والجر شخصية مولي كوب، بناءً على جيري كوب، في المسلسل التلفزيوني للتاريخ البديل لعام 2019 للبشرية جمعاء، حيث تصبح كوب أول امرأة أمريكية في الفضاء. الحلقة الرابعة من الموسم الأول، "Prime Crew"، مكرسة لذكراها. صورت كوب من قبل مامي جومر في ديزني + سلسلة التلفزيونية لعام 2020 الأشياء الصحيحة.

## الجوائز
- أميليا إيرهارت الميدالية الذهبية للإنجاز
- حصلت على لقب سيدة العام في مجال الطيران
- حصلت على لقب طيار العام من قبل جمعية الطيارين الوطنية
- رابع أمريكي يحصل على الأجنحة الذهبية للاتحاد الدولي للطيران، باريس، فرنسا، أوروبا
- كُرمت من قبل حكومة الإكوادور لريادتها للطرق الجوية الجديدة فوق جبال الأنديز وغابات الأنديز
- حصلت عام 1962على جائزة الصفيحة الذهبية من الأكاديمية الأمريكية للإنجاز[29]
- مُنحت عام 1973كأس هارمون الدولي[30][31] عن "أفضل طيار في العالم" من قبل الرئيس ريتشارد نيكسون في احتفال بالبيت الأبيض.
- أدرجت في قاعة مشاهير أوكلاهوما باسم "Aviatrix الأكثر تميزًا في الولايات المتحدة
- حصلت على جائزة Pioneer Woman عن "روحها الشجاعة على الحدود" التي تحلق في جميع أنحاء غابات الأمازون لخدمة القبائل الهندية البدائية
- جائزة Bishop Wright Air Industry عن "مساهماتها الإنسانية في مجال الطيران الحديث" 1979.[32]
- ضمنت في "قاعة مشاهير النساء في مجال الطيران الدولي" 2000.[33]
- دكتوراه فخرية في العلوم من جامعة ويسكونسن - أوشكوش 2007.[34]
- أدرجت في قاعة مشاهير الطيران الوطنية 2012.[21]

## روابط خارجية
- امرأة لوفليس في الفضاء nasa.gov
- موسوعة تاريخ وثقافة أوكلاهوما - كوب، جيرالدين م. "جيري"
- مؤسسة جيري كوب.
- http://www.mercury13.com/jerrie.htm نسخة محفوظة May 26, 2019, على موقع واي باك مشين.
- لو كانت ناسا تؤمن بالجدارة
- https://www. reasontco.com/errie-cobb-3072207
- [http://www.imdb.com/name/nm9527397/ Jerrie Cobb

] في قاعدة بيانات الأفلام على الإنترنت
- أوراق جيري كوب، 1931-2012 MC 974؛ فاتو -260؛ قرص DVD-147. مكتبة شليزنجر، معهد رادكليف، جامعة هارفارد، كامبريدج، ماساتشوستس.